# Кошицкий край
Кошицкий край (словац. Košický kraj) — один из восьми краёв Словакии с административным центром в городе Кошице.
Площадь края составляет 6752 км², население — 791 723 чел. (2011). Расположен на востоке Словакии. Граничит с Украиной и Венгрией.
Кошицкий край находится на юге восточной Словакии. На севере граничит с Прешовским краем, на востоке с Закарпатской областью (Украина), на юге с медье Боршод-Абауй-Земплен и Сабольч-Сатмар-Берег (Венгрия), на западе с Банскобистрицким краем.
Кошицкий край возник в процессе реорганизации административного деления страны 1 июля 1996 года, когда бывшая Восточно-Словацкая область (Východoslovenský kraj) была поделена на Кошицкий край (на юге) и Прешовский край (на севере).

## Административное деление
Кошицкий край делится на 11 районов (окресов):
- Район Гелница
- Район Кошице I
- Район Кошице II
- Район Кошице III
- Район Кошице IV
- Район Кошице-Околье
- Район Михаловце
- Район Рожнява
- Район Собранце
- Район Спишска-Нова-Вес
- Район Требишов

## Население
| Год:                | 1994    | 2004    | 2014    | 2024    |
| ------------------- | ------- | ------- | ------- | ------- |
| Количество человек: | 753 849 | 770 508 | 795 565 | 778 799 |
| Разница:            |         | +2,20 % | +3,25 % | −2,10 % |

### Статистические данные (2011)
Национальный состав
- словаки — 580 066 чел. (73,3 %);
- венгры — 74 743 чел. (9,4 %);
- цыгане — 36 476 чел. (4,6 %);
- чехи — 3174 чел. (0,4 %);
- русины — 3076 чел. (0,4 %);
- украинцы — 1637 чел. (0,2 %);
- немцы — 1179 чел. (0,1 %);
- прочие — 91 372 чел. (11,5 %).

Конфессиональный состав
- католики — 406 601 чел. (51,4 %);
- греко-католики — 75 231 чел. (9,5 %);
- реформаты — 43 748 чел. (5,5 %);
- лютеране — 29 230 чел. (3,7 %);
- православные — 13 217 чел. (1,7 %);
- атеисты — 89 350 чел. (11,3 %);
- прочие — 134 346 чел. (17,0 %).